# Orthopsyllus koprii
Orthopsyllus koprii is een eenoogkreeftjessoort uit de familie van de Orthopsyllidae. De wetenschappelijke naam van de soort is voor het eerst geldig gepubliceerd in 2011 door Lee KH, Gheerardyn & Lee W..